# Carrodano
Carrodano (im Ligurischen: Carödanu) ist eine italienische Gemeinde mit 465 Einwohnern (Stand 31. Dezember 2023) in der Region Ligurien. Politisch liegt sie in der Provinz La Spezia.

## Geographie
Die Gemeinde liegt im Val di Vara und bildet einen Teil der Comunità Montana dell’Alta Val di Vara. Carrodano ist in zwei große Gemeindezentren, Carrodano Inferiore und Carrodano Superiore, untergliedert und besteht aus den Wohnsiedlungen Canegreca, Costa Pereto, Piana, Ferriere, Termine, Arsina und Mattarana.

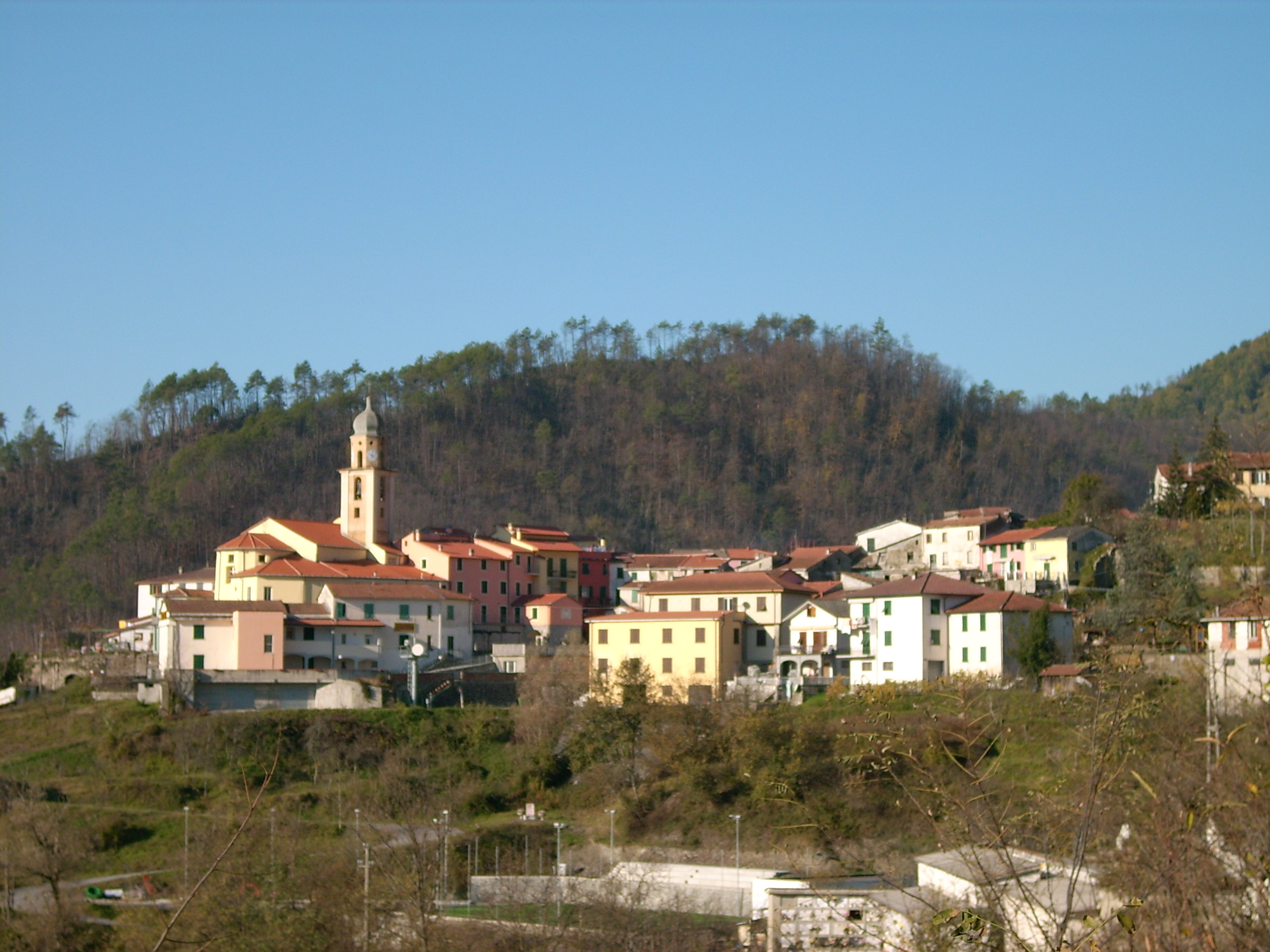
Carrodano
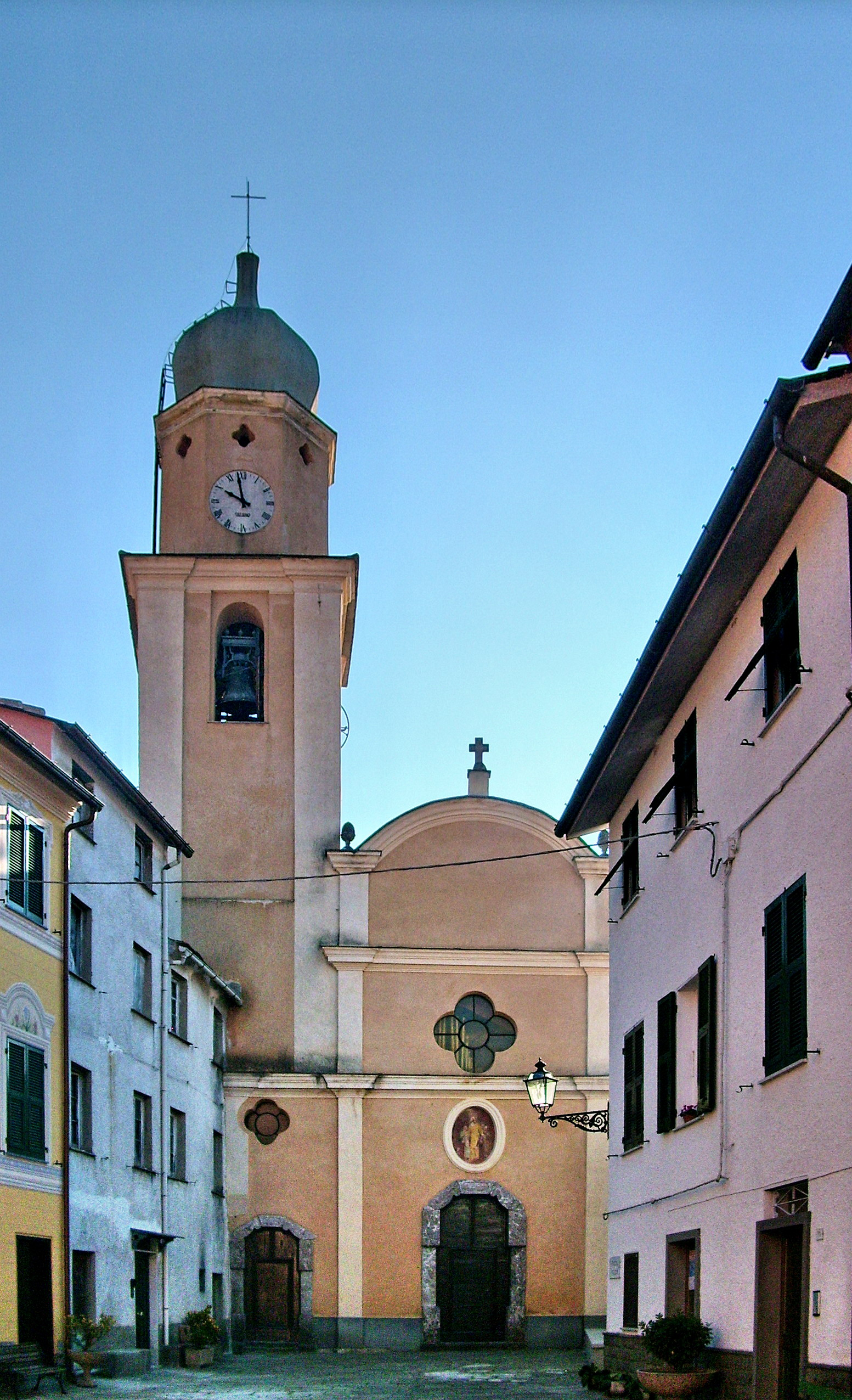
Chiesa di Santa Felicita
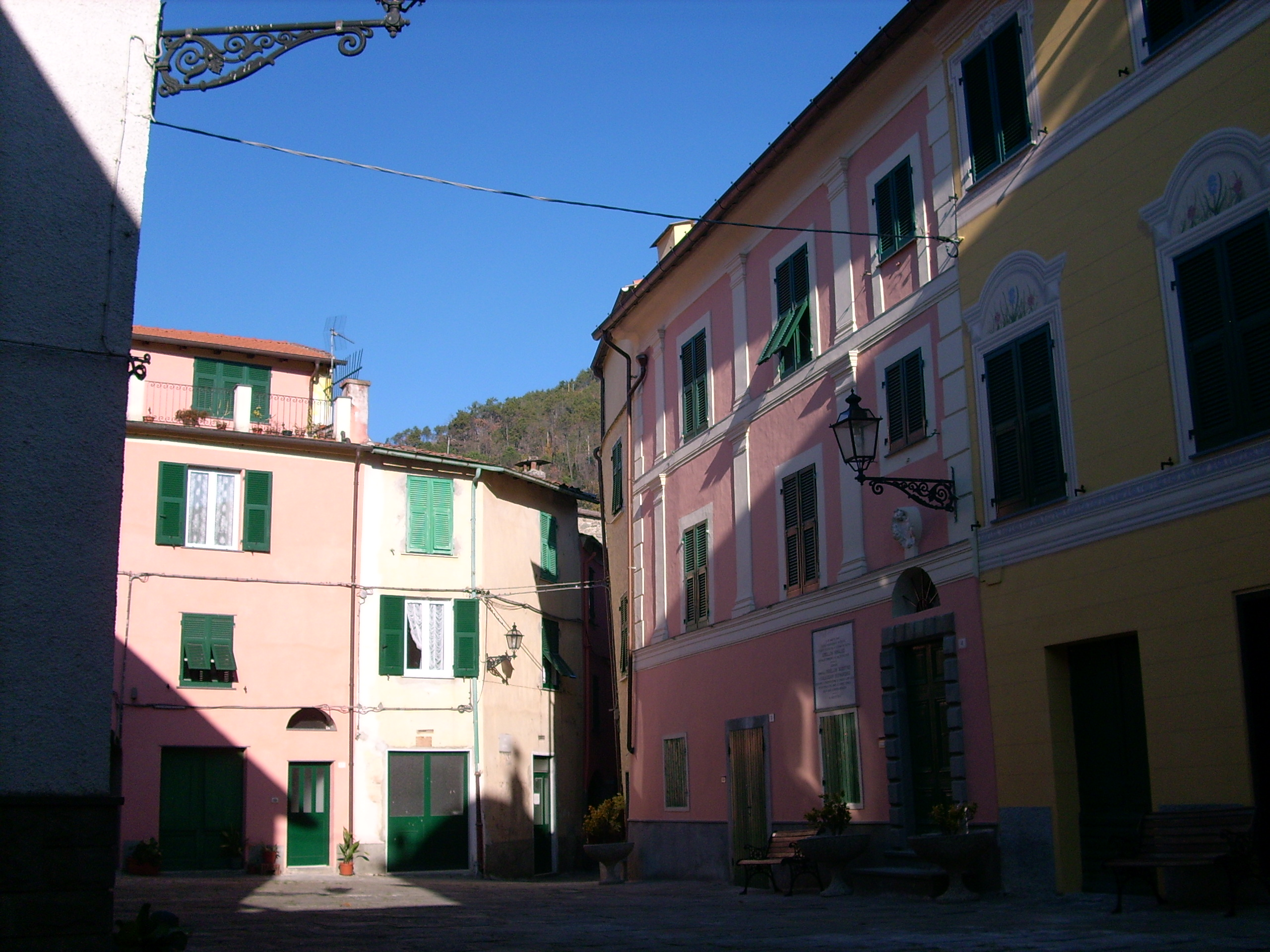
Gasse

## Söhne und Töchter der Gemeinde
- Italo Santelli (1866–1945), Fechter